# Miguel de Horna
Miguel de Horna (Pamplona, año desconocido - La Coruña, 1640) fue un almirante español de la escuadra de Dunquerque y capitán de tierra y mar. Desempeñó un destacado papel en la Guerra de los Ochenta Años

## Carrera militar
Comenzó su carrera bajo el mando del almirante de Flandes, Juan Claros de Guzmán, marqués de Fuentes, que había sustituido en el puesto a Francisco de Ribera en 1535. Tomó el mando práctico de la escuadra cuando el almirante hispano-flamenco Jacob Collaert cayó prisionero de los holandeses en 1636. En febrero de 1637 partió con su flota hacia Calais. Bombardeó Dunquerque y tomó como rehén un barco enemigo. Sus buques fueron conocidos como "las Reinas del Mar".
Sobresalió en la victorias del cabo Lizard en 1637, y aun en la derrota de Dunquerque (1639), por la que fue brevemente encarcelado por Fuentes, logró cumplir con la misión encomendada. En 1639 sufrió, sin embargo, el gran desastre de la batalla naval de las dunas.
También en 1639, el arzobispo de Burdeos Henri d'Escoubleau de Sourdis había bloqueado todos los puertos norteños de España, pero Horna, al mando de una docena de fragatas, destrozó el bloqueo francés, apresando once buques enemigos y a trescientos soldados valones, que encarceló en La Coruña. Felipe IV lo invistió caballero de la Orden de Santiago en 1640.